# توم مكينيس
توم مكينيس (بالإنجليزية: Tom McInnis)‏ هو محامي وسياسي كندي، ولد في 9 أبريل 1945 في كندا. حزبياً، نشط في حزب المحافظين الكندي. وقد انتخب عضو مجلس الشيوخ الكندي.

## وصلات خارجية
- الموقع الرسمي